# 佐々木義人 (声優)
佐々木 義人（ささき よしひと、1982年7月28日 - ）は、日本の男性声優。東京都出身。AIR AGENCY所属。

## 略歴
小学2、4、6年生時の学芸会で芝居に目覚める。中学3年生まで演武系の空手をしていた。中学3年生の時には、務めていた保健委員会の出し物で芝居を作っていた。
中学時代は卓球部、パソコン囲碁部に所属、高校時代は演劇部で副部長を務めていた。
専門学校東京アナウンス学院放送声優科卒業に入学し、高校時代の仲間と劇団を主宰していた。学院在学中、卒業後、主宰していた劇団の公演をしつつ年2〜3回ほど客演をして渡り歩いていた。同学院で講師を務めていた林英樹が代表のテラ・アーツ・ファクトリーに合流して舞台に出演していた。悪友と稽古場を作り、主に国立オリンピック記念青少年総合センターで日々楽しく過ごしていた。
26歳ぐらいに再び声優道に目覚め、声優養成所に入所。27歳ぐらいに卒業後、劇団獣申のワークショップのモノトマナブに参加。28歳辺りにAIR AGENCY養成所に第1期生として入所し、29歳の頃の4月にAIR AGENCYに所属し、声優としての活動を始める。

## 人物
趣味・特技はスキー、観劇、模型製作。

## 出演
太字はメインキャラクター。

### テレビアニメ
2011年
- カッコカワイイ宣言!（Dさん、腱殴るおじさん、ジョン 他）
- Fate/Zero（アサシン）

2012年
- アイカツ!（司会者、スタッフ）
- 黒子のバスケ（小堀浩志）
- 獣旋バトル モンスーノ（トレイ、グール）
- モーレツ宇宙海賊（軍の男）

2013年
- アウトブレイクカンパニー
- 革命機ヴァルヴレイヴ（首脳2）
- ガンダムビルドファイターズ（男）
- ジョジョの奇妙な冒険（2013年 - 2018年、吸血鬼E、兵士A、男A、ソルベ） - 2シリーズ
- 進撃の巨人（2013年 - 2021年、補給兵、兵士、ディター、ストヘス区の住人、兵団幹部） - 2シリーズ
- ダンボール戦機WARS（ガーディ）
- ポケットモンスター THE ORIGIN
- マギ（衛兵、乗組員B、カメ、兵士B、魔法使い、兵士A、役人A）
- マジでオタクなイングリッシュ!りぼんちゃん the TV（警備員、プロデューサーB、オタクA）

2014年
- 甘城ブリリアントパーク（おじさん）
- ガイストクラッシャー（ワレサ、モリブ隊員）
- ガンダムビルドファイターズトライ（不良、水竜学園メンバー）
- ディスク・ウォーズ:アベンジャーズ（男性）
- 幕末Rock
- はじめの一歩 Rising（イーグルのセコンド、客 他）
- ひめゴト（取立屋A、写真部員C、カメコB）
- Blade&Soul（ロータ）
- 魔法少女大戦（猿渡）
- 妖怪ウォッチ（ジョージ、重役2、クラブの男）

2015年
- うしおととら（虎人B、作業員A、法力僧、法力僧D、作業員C 他）
- オーバーロード（ロンデス・ディ・クランプ）
- 終わりのセラフ（山中）
- ガンスリンガー ストラトス（ジェイムズ）
- 銀魂（2015年 - 2018年、ニセ黒子野 / 鬼兵隊隊士D、海賊B、アルタナ解放軍兵士A） - 2シリーズ
- GOD EATER（難民）
- コンクリート・レボルティオ〜超人幻想〜（店員）
- SHOW BY ROCK!!（2015年 - 2016年、オガサワラ、ダイシゼン） - 2シリーズ
- 蒼穹のファフナー EXODUS（パイロット）
- デス・パレード（刑事A）
- ふなっしーのふなふなふな日和（梨園のおじいさん 他）

2016年
- 牙狼 -紅蓮ノ月-（家人）
- 甲鉄城のカバネリ（武士、百矢、恙衆、隊長）
- SERVAMP-サーヴァンプ-（上官）
- 虹色デイズ（担任、先生）
- ねこねこ日本史（2016年 - 2021年、今川義元、土方歳三、杉田玄白、高杉晋作、佐久間象山、大友宗麟、足利義昭、酒井忠次 他） - 5シリーズ
- ViVid Strike!（ボス、不良）
- マクロスΔ（ガイ・ギルグッド、裁判官B）
- 遊☆戯☆王ARC-V（サンダース）

2017年
- 鬼平（大男、ヤクザ）
- 政宗くんのリベンジ（2017年 - 2023年、寧子の祖父、執事、老人） - 2シリーズ
- パズドラクロス（ギルド龍喚士）
- 神撃のバハムート VIRGIN SOUL（悪魔、客）
- GRANBLUE FANTASY The Animation（島民B）
- 名探偵コナン（2017年 - 2021年、鑑識、庭師）
- マーベル フューチャー・アベンジャーズ（ザ・リーダー）
- プリンセス・プリンシパル（兵士）
- 僕のヒーローアカデミア（2017年 - 2021年、セルキーの部下、顎大和筒隆、船員） - 3シリーズ
- 戦姫絶唱シンフォギアAXZ（作業員B）
- ナイツ&マジック（モデスト・レトンマキ、兵士A）
- 妖怪アパートの幽雅な日常（男子生徒D）
- 将国のアルタイル（ダウド）
- 十二大戦（分隊長）
- 牙狼〈GARO〉-VANISHING LINE-（2017年 - 2018年、ギャングC、男性B）
- 魔法陣グルグル（村人B、泉の主 / 水の王）

2018年
- アイドリッシュセブン（2018年 - 2023年、司会） - 2シリーズ
- ポプテピピック（2018年 - 2019年、謎の声B、アームレスラーB、キングD、ヴァンパイア） - 1シリーズ + 特別編
- 斉木楠雄のΨ難（宇宙人、アシスタント、男子生徒B） - 1シリーズ + 完結編
- バジリスク 〜桜花忍法帖〜（五郎左）
- キリングバイツ（工場長、流氓）
- ヒナまつり
- ソードアート・オンライン オルタナティブ ガンゲイル・オンライン（プレイヤー）
- ニル・アドミラリの天秤（溝呂木冬馬）
- ゴールデンカムイ（2018年 - 2023年、警官たち、炭鉱夫たち、刺客たち、蒸気船船長） - 4シリーズ
- 銀河英雄伝説 Die Neue These 邂逅（副官）
- ウマ娘 プリティーダービー（記者）
- 東京喰種トーキョーグール:re（岡平 / オカヒラ） - 2シリーズ
- フルメタル・パニック! Invisible Victory（エージェントB）
- ハイスクールD×D HERO（歴代赤龍帝）
- 夢王国と眠れる100人の王子様（客A）
- 七星のスバル（レオーノヴィチ）
- ハイスコアガール（男性C）
- おしりたんてい（2018年 - 2023年、トカチャ、キミトカ、ボストン、ご先祖様、ハウスカシマッセ店長 / カシマッセまさみ、ふくびきがかり 他）
- Back Street Girls -ゴクドルズ-（組員A）
- 火ノ丸相撲（2018年 - 2019年、生徒、鈴ヶ嶽親方）
- 転生したらスライムだった件（2018年 - 2024年、ガビルの部下C、スケロウ） - 4シリーズ
- 殺戮の天使（刑事）

2019年
- どろろ（僧侶、伝令B）
- 盾の勇者の成り上がり（2019年 - 2023年、騎士、狼人、屋台店主、大臣、領主 他） - 3シリーズ
- 荒野のコトブキ飛行隊（ロドリゲス）
- ガーリー・エアフォース（自衛官）
- ぼくたちは勉強ができない（元教育係A）
- ワンパンマン（セキンガル、ゲーム音声）
- Fairy gone フェアリーゴーン（大使、伝令兵、外事省管理官、側近） - 2シリーズ
- 旗揚!けものみち（神官1、老神官、兵士、武器屋）
- 神田川JET GIRLS
- 七つの大罪 シリーズ（2019年 - 2021年、囚人、ロウの仲間、巨人族、女神族、衛兵 他） - 2シリーズ
- Dr.STONE（2019年 - 2021年、面接官、大男） - 2シリーズ
- PSYCHO-PASS サイコパス 3（八ツ俣仁志、老人）
- バビロン（葛西〈捜査員〉）

2020年
- あひるの空（男子生徒、不良、安原の父、化学部顧問）
- ソマリと森の神様（人狩り）
- LISTENERS リスナーズ（ブルーノ、サイコビリー）
- ギャルと恐竜（天気予報士の雨宮さん、先パイ父、ヒゲッピ、公園のおじさん、探偵）
- 白猫プロジェクト ZERO CHRONICLE（村人C）
- ゾゾゾ ゾンビーくん（売店の店員、ブロッコリー・ハリケーン、謎の男、ゾンボおじさん、タコスキー 他）
- 新サクラ大戦 the Animation（観衆）
- はなかっぱ（大臣）
- ハクション大魔王2020（落武者）
- ふしぎ駄菓子屋 銭天堂（2020年 - 2025年、ゴリラ、浦安英信、蕨山拓郎、杉田健一郎、櫻島真吾、双葉はじめ、剣菱健介、日ノ下秀夫 他）
- ドラゴンクエスト ダイの大冒険 (2020)（2020年 - 2022年、モンスター、ガーゴイルC、司会者、スタングル、ジャミラス 他）
- ストライクウィッチーズ ROAD to BERLIN（軍人）
- ひぐらしのなく頃に業（2020年 - 2021年、村人、山狗、役員） - 2シリーズ

2021年
- ミュークルドリーミー（2021年 - 2022年、パティシエパパ、シーソーマン） - 2シリーズ
- WAVE!!〜サーフィンやっぺ!!〜（野上先生）
- はたらく細胞!!（キラーT細胞1）
- SHAMAN KING（アパッシュ）
- 転生したらスライムだった件 転スラ日記（スケロウ）
- 戦闘員、派遣します!（隊長C）
- ジャヒー様はくじけない!（魔族C、老人、魔族、おじいさん、社員C 他）
- takt op.Destiny（住民）
- 86-エイティシックス-（兵士）
- 見える子ちゃん（アナコンダ穴熊）
- 月とライカと吸血姫（高官）
- カードファイト!! ヴァンガード overDress（大人）
- 世界最高の暗殺者、異世界貴族に転生する（ラック、ヴィコーネ兵）
- 境界戦機（酒屋店主）

2022年
- 薔薇王の葬列（森の声A、従者A）
- 現実主義勇者の王国再建記（貴族）
- 失格紋の最強賢者（領主の部下、亜魔族D）
- ハコヅメ〜交番女子の逆襲〜（及田部長）
- リコリス・リコイル（コメンテーター、武装集団、後藤、作業員、犯人 他）
- うたわれるもの 二人の白皇（オーゼン）
- 最近雇ったメイドが怪しい（使用人A）
- ダンジョンに出会いを求めるのは間違っているだろうかIV 新章 迷宮篇（ドルムルの仲間）
- ユーレイデコ（社員A）
- クレヨンしんちゃん（アナウンサー）
- 後宮の烏（炎帝）
- ブルーロック（弐瓶集作、医者）
- チェンソーマン（民間のデビルハンター）
- 忍の一時（潮田）
- 異世界おじさん（魔物）
- 機動戦士ガンダム 水星の魔女（2022年 - 2023年、デリングのSP、グリスタン）

2023年
- シュガーアップル・フェアリーテイル（妖精商人）
- お隣の天使様にいつの間にか駄目人間にされていた件（教師）
- とんでもスキルで異世界放浪メシ（副隊長）
- 「おしりたんていコズミックフロント」〜コズっとなぞとき！きえたきょうりゅうかせき〜（スグル）
- アイドルマスター シンデレラガールズ U149（バンジーの係員）
- 冒険大陸 アニアキングダム（デイノケイルス）
- 贄姫と獣の王（暗殺者B、オズマルゴ兵C）
- 無職転生 II 〜異世界行ったら本気だす〜（商人C）
- Lv1魔王とワンルーム勇者（ジョー）
- SYNDUALITY Noir（ブルーノ）
- 暴食のベルセルク（男武人、オリバー、武人、領民、野盗 他）
- キボウノチカラ〜オトナプリキュア'23〜（看護師、社員、運転手、街の人）
- ラグナクリムゾン（ミハイル）
- 川越ボーイズ・シング（ヤンキー）
- オーバーテイク!（おじいちゃん）
- 陰の実力者になりたくて! 2nd season（三葉）

2024年
- 佐々木とピーちゃん（異能力者）
- 戦国妖狐（野武士）
- アンデッドアンラック（ならず者）
- 姫様“拷問”の時間です（賢者っぽい老人）
- 終末トレインどこへいく?（住人、オタネニンジン）
- WIND BREAKER
- アイドルマスター シャイニーカラーズ（番組プロデューサー）
- 黒執事 -寄宿学校編-（生徒）
- 夜桜さんちの大作戦（モヒカン）
- バーテンダー 神のグラス（編集者）
- 異世界スーサイド・スクワッド（左大臣）
- なぜ僕の世界を誰も覚えていないのか?（ヒュージデーモン）
- ATRI -My Dear Moments-（襲撃犯）
- 異世界失格（ドワーフ）
- 村井の恋（脾ノ守）
- トリリオンゲーム（2024年 - 2025年、黒龍の側近）
- 2.5次元の誘惑（老人B）

2025年
- SAKAMOTO DAYS（バチョウ）
- いずれ最強の錬金術師?（デブル）
- 異修羅（部下）
- グリザイア:ファントムトリガー（有坂の父）
- ガチアクタ（荒らし屋の男）

### 劇場アニメ
2010年代
- 図書館戦争 革命のつばさ（2012年）
- 映画かいけつゾロリ まもるぜ!きょうりゅうのたまご（2013年、恐竜調査団四角）
- 攻殻機動隊 新劇場版（2015年、SP1）
- 劇場版マクロスΔ 激情のワルキューレ（2018年）
- 薄墨桜 -GARO-（2018年、検非違使B）
- 甲鉄城のカバネリ 海門決戦（2019年、玄路兵、武士）

2020年代
- デジモンアドベンチャー LAST EVOLUTION 絆（2020年、パロットモン）
- 映画 ねこねこ日本史 〜龍馬のはちゃめちゃタイムトラベルぜよ!〜（2020年、土方歳三、高杉晋作、佐久間象山、源義朝、山名宗全）
- 映画 おしりたんてい シリーズ（2022年 - 2024年、カシマッセまさみ、ハイエナの学生、ニワトリしつじ） - 4作品
- 映画 デリシャスパーティ♡プリキュア 夢みる♡お子さまランチ!（2022年、警備ロボット）
- 劇場版 転生したらスライムだった件 紅蓮の絆編（2022年、スケロウ）
- THE FIRST SLAM DUNK（2022年）
- コードギアス 奪還のロゼ（2024年、看守長、東の暁旅団員）
- ウマ娘 プリティーダービー 新時代の扉（2024年）

### OVA
- テイルズ オブ シンフォニア THE ANIMATION（2011年）
- クイーンズブレイド リベリオン（2012年、山賊C）
- ビッグオーダー（2015年、男子生徒A） - コミックス第8巻 オリジナルアニメBD付き限定版
- ハイスコアガール（2019年、ハガーさん）
- 転生したらスライムだった件 OAD（2019年、ガビルの部下C） - 漫画版第12・13巻限定版付属
- 機動戦士ガンダム 水星の魔女 PROLOGUE（2022年、アナウンサー）

### Webアニメ
- 弱酸性ミリオンアーサー（2016年、もったいないおばけ、モブ、岩野P、野犬A 他）
- モンスターストライク（2018年、ケテル側近）
- 斉木楠雄のΨ難 Ψ始動編（2019年、飼い主、組織の男）
- ざしきわらしのタタミちゃん（2020年、人間たち）
- 境界戦機 極鋼ノ装鬼（2023年、ヒヌカン隊員）
- SAND LAND: THE SERIES（2024年、レジスタンス、フォレストランド国民）

### ゲーム
2011年
- たんていぶ -失踪と反撃と大団円-

2012年
- 黒子のバスケ キセキの試合（小堀浩志）
- バイオハザード オペレーション・ラクーンシティ
- 未来日記 13人目の日記所有者 RE:WRITE

2013年
- ダンボール戦機ウォーズ（ガーディ・ドーン）

2014年
- 黒子のバスケ 勝利へのキセキ（小堀浩志）
- 第3次スーパーロボット大戦Z 時獄篇

2015年
- 黒子のバスケ 未来へのキズナ（小堀浩志）
- 里見八犬伝 村雨丸之記
- スーパーロボット大戦BX
- 蒼穹のスカイガレオン（ヘラクレス、ヒュドラ）
- LEGO マーベル スーパー・ヒーローズ ザ・ゲーム
- 雷子（于吉）

2016年
- うたわれるもの 二人の白皇（オーゼン）
- 蒼穹のスカイガレオン（サルワ、ズルワーン）

2018年
- 銀魂乱舞（春雨、町人〈賊〉、真選組隊士、見廻組）

2020年
- SHOW BY ROCK!! Fes A Live（オガサワラ）
- 聖闘士星矢 ライジングコスモ（聖域の司祭、海闘士）

2021年
- ウマ娘 プリティーダービー
- うたわれるもの斬2（オーゼン）

2022年
- レゴ スター・ウォーズ：スカイウォーカー・サーガ
- 機動戦士ガンダム 鉄血のオルフェンズG（2022年 - 2023年、護衛、親衛隊、ギャラルホルン兵士、キンバル隊）

2023年
- モンスターストライク（スケロウ）
- インフィニティ ストラッシュ ドラゴンクエスト ダイの大冒険（モンスター）

### ドラマCD
- アウトフェイス ダブル・バインド外伝（黒崎）
- イベリコ豚と恋と椿。（二枚舌）
- 王子はただいま出稼ぎ中〜知力体力時の運勝ち抜きバトルロイヤル〜
- オウマガトキ
- グッドラックハンター
- コープスパーティー Book of shadows プロジェクト・ドーリーズ（十三月晴人）
- シャーロック・ホームズ
- 戦律のストラタス 零
- ダブル・バインド（滝田）
- ニンジャスレイヤー キョート・ヘル・オン・アース【上】特装版付属ドラマCD（エレクトリックイール[31]）
- 薔薇王の葬列 月刊プリンセス 2016年2月号付録
- マウリと竜（『雨降らしの神様』：ヘビ）
- 真昼の恋（正午の父親）

### 吹き替え

#### 映画
- アドレナリンRUSH
- あるあるティーン・ムービー（ケラー）
- ウィーク・オブ・ウェディング
- エージェント・ウルトラ（エイドリアン・イェーツ〈トファー・グレイス〉）
- エクソシスト3 ※Netflix版
- オッペンハイマー（リチャード・トルマン〈トム・ジェンキンス〉[32]）
- 帰ってきたヒトラー（ジョークマン）
- カサブランカ（サム〈ドーリー・ウィルソン〉）※N.E.M.版
- キリング・サラザール 沈黙の作戦（バデア）
- ギャンブラー
- ゲルニカ（スペイン人記者）
- 高慢と偏見とゾンビ（コリンズ〈マット・スミス〉）
- ザ・クリエイター/創造者（コットン〈マイケル・エスパー〉[33]）
- シャークトパスVSプテラクーダ
- シャークトパスVS狼鯨（タイニー首長）
- ジャッジ・ドレッド（チャン）
- スパイダーマン:ホームカミング（検査の警官[34]）
- 355（テレビ[35]）
- スローターハウス・ルールズ（ベロ〈コーリー・チャンバース〉[36]）
- 聖闘士星矢 The Beginning[37]
- セル（ジェフ）
- ゾンビーズ（ゼック先生）
- TAXi ダイヤモンド・ミッション（メナール〈ムッシュ・プルベ〉[38]、ビジョン）
- ドゥ・ザ・ライト・シング（ピノ）
- 父さんはオジロジカ・ハンター（グレッグ〈スクート・マクネイリー〉）
- ドラゴン・オブ・ナチス
- ドリーム 〜狙え、人生逆転ゴール!〜（キム・ファンドン〈キム・ジョンス〉[39]）
- ネイビーシールズ ナチスの金塊を奪還せよ!（ミリッチ将軍〈ピーター・ディヴァー〉）
- ハート・オブ・ストーン[40]
- ハドソン川の奇跡 ※ソフト版
- ブレンダン・フレイザーのエリートをぶっとばせ!
- HOT SUMMER NIGHTS/ホット・サマー・ナイツ（デックス）
- マイティ・ソー バトルロイヤル（アスガルド兵11[41]）
- マイ・ベスト・フレンド（サム）
- マスコット（トミー）
- マダム・ウェブ[42]
- モーターウェイ
- モーリス ※ムービープラス版
- USSライオンフィッシュ（司令官）
- ラブ&マーシー 終わらないメロディー（ハル）
- ルーム（ミッタル）
- レベッカ（フランク〈レジナルド・デニー〉）※N.E.M.版
- ロイヤル・ナイト 英国王女の秘密の外出（プライス大尉）

#### ドラマ
- ウエストワールド
- ヴォルテックス
- ガンパウダー（スレイター）
- GOTHAM/ゴッサム（マリオ・カルヴィ〈ジェームズ・カルピネロ〉）
- サブリナ: ダーク・アドベンチャー（キンクル氏、パトナム、エドワード 他）
- シーヴァイパー 潜航作戦! U235を追え!!（キーナンチーフ）
- ジャッジ・ドレッド
- シャナラ・クロニクル（アリオン、スランター、フリック 他）
- スニーキー・ピート（ポータ、バグウェル）
- セックス・エデュケーション（アンワル、レミ、デックス 他）
- チェインド（ブラッド）
- DEUCE/ポルノストリート in NY（ゴールドマン）
- ナイト・マネジャー（コーキー〈トム・ホランダー〉）
- パラダイス警察（ロビー 他）
- 華政（チャン・ボンス 他）
- 花郎（ピジュギ 他）
- プルーブン・イノセント 冤罪弁護士
- PENNYWORTH/ペニーワース（デオン・“バッザ”・バッシュフォード〈ヘインズリー・ロイド・ベネット〉[43]）
- 弁護士ビリー・マクブライド（ミゲル、ブローカー、スペンサー 他）
- ボバ・フェット/The Book of Boba Fett
- マーセナリーズ 傭兵部隊（クラコヴィッチ）
- 六龍が飛ぶ（ホン師範 他）
- ロスト・ボーイ（ゲイツ）

#### テレビ番組
- アグリー・デリシャス 極上の“食”物語
- リズム+フロー（サム、カーター）
- ルーザーズ: 失敗が教えてくれること

#### アニメ
- 風の王国と魔女（キング）
- 幸福路のチー（アンソニー[44]）
- ジャングル・シャッフル（ハナグマ王、トカゲのトゥアナ）
- スター・ウォーズ:ヤング・ジェダイ・アドベンチャー（ディー[45]）
- DC がんばれ!スーパーペット（ヘリパイロット[46]）
- 羅小黒戦記 ぼくが選ぶ未来（ジャオユエ）
- ロック・ドッグ（リナックス）

### ボイスオーバー
- BS世界のドキュメンタリー

### 人形劇
- Thunderbolt Fantasy 東離劍遊紀3（2021年、男A）

### 舞台
テラ・アーツ・ファクトリー公演
- アンチゴネー/血
- ツアラトストラ
- ノラ-光のかけら-
- マテリアル/糸地獄

yurunora公演
- はしめろ!
- 有能な吊革蛮族
- ゆめのほらあな

### その他コンテンツ
- VOMIC「激辛カレー王子」
- VOMIC「激辛カレー王子2」
- みらいへの手紙〜この道の途中から〜[47]
  - カツオカンバック（漁師(2)）
  - エール（英語教師）
  - おだかのひるごはん（けんいち）
  - いるだけなんだけど（おじいちゃん）
- 蝋燭の時間（澤村[48]） - A-koe

### シリーズ一覧
1. ↑  1st Season（2013年）、4th Season『黄金の風』（2018年）
2. ↑  第1期（2013年）、The Final Season Part 1（2021年）
3. ↑  第3期『銀魂ﾟ』（2015年）、第4期『銀魂.』（2018年）
4. ↑  第1期（2015年）、第2期『#』（2016年）
5. ↑  第1期（2016年 - 2017年）、第2期（2017年 - 2018年）、第3期（2018年 - 2019年）、第4期（2019年 - 2020年）、第5期（2020年 - 2021年）
6. ↑  第1期（2017年）、第2期『R』（2023年）
7. ↑  第2期（2017年）、第4期（2020年）、第5期（2021年）
8. ↑  第1期（2018年）、第3期『Third BEAT!』第2クール（2022年 - 2023年）
9. ↑  第2期（2018年）、完結編（2018年）
10. ↑  第一期（2018年）、第二期（2018年）、第三期（2020年）、第四期（2023年）
11. ↑  第3期・最終章『:re』（2018年）
12. ↑  第1期（2018年 - 2019年）、第2期第1部（2021年）、第2期第2部（2021年）、第3期（2024年）
13. ↑  第1期（2019年）、Season2（2022年）、Season3（2023年）
14. ↑  第1クール（2019年）、第2クール（2019年）
15. ↑  第3期『神々の逆鱗』（2019年 - 2020年）、第4期『憤怒の審判』（2021年）
16. ↑  第1期（2019年）、第2期（2021年）
17. ↑  『業』（2020年 - 2021年）、続編『卒』（2021年）
18. ↑  第1期（2021年）、第2期『みっくす！』（2022年）
19. ↑  『映画おしりたんてい シリアーティ』（2022年）、
『映画おしりたんてい 夢のジャンボスイートポテトまつり』（2022年）、
『映画おしりたんてい さらば愛しき相棒（おしり）よ』（2024年）、
『映画おしりたんてい なんでもかいけつ倶楽部 対 かいとうU』（2024年）